# بوب ويست (مختص في الموسيقى العرقية)
بوب ويست (بالإنجليزية: Bob West)‏ هو مختص في الموسيقى العرقية ‏ أمريكي، ولد في 27 مارس 1942 في سياتل في الولايات المتحدة، وتوفي بنفس المكان في 31 يوليو 2016.